# Квавили
Квавили (груз. ყვავილი) — село в восточной Грузии, в Душетском муниципалитете края Мцхета-Мтианети. На русский язык название деревни переводится как цветок.
Расположена в 2 километрах на северо-восток от Душети, на берегах реки Фотехеви, на высоте 880 м над уровнем моря.
Население деревни уменьшается, согласно переписи населения 2002 года число жителей составляло 76 человек, согласно переписи 2014 года, в деревне проживает 38 человек.
Есть школа

## История
Деревня известна тем, что в ней в 1830—1860 года жил известный грузинский писатель и общественный деятель Даниел Чонкадзе. В смутные 1916—1918 годы дом Чонкадзе был необитаем и почти полностью разграблен. В 1920-х годах в этом здании была открыта школа. Затем школа расширилась и стала семилетней. Дом был занят местным советом, который позднее был переведён в специально построенное отдельное здание. В 1973 году здание совета сгорело, и он снова разместился в доме Чонкадзе. К этому времени этот дом был пуст, потому что в 1972 году местная школа получила новое здание и была переведена туда. С 1973 по 1979 год дом Чонкадзе занимала также библиотека. В 1979 году дом был отремонтирован и в 1984 году в нём был открыт дом-музей Даниэля Чонкадзе.

## Достопримечательности
Дом-музей Даниеля Чонкадзе

## Известные жители
Родился Даниел Чонкадзе (1830—1860) — первый грузинский писатель-разночинец. С детства живя среди осетин, Даниел свободно владел их языком, что пригодилось ему в дальнейшей жизни: четыре года он преподавал осетинский язык в Ставропольской духовной семинарии, затем перевёлся в Тифлисскую духовную семинарию, где он также был преподавателем осетинского языка. Знакомство с жизнью осетин и знание их языка позволило Чонкадзе внести заметный вклад в осетинскую культуру, он перевёл на осетинский язык церковные тексты, а также собрал большой этнографический материал — осетинские пословицы, а также песни, сказки, сказания, готовил русско-осетинский словарь.